# Shaun White Snowboarding
Shaun White Snowboarding ist eine Sportsimulation des Snowboardfahren, die von Ubisoft Montreal entwickelt und seit dem 14. November 2008 von Ubisoft vertrieben wird.

## Spielprinzip
Die Handlung ist um den Snowboard- und Skateboardprofi und Olympiasieger Shaun White aufgebaut. Das Spiel simuliert vier Wintersportgebiete in Alaska, Park City, Europa und Japan. Jeder Berg ermöglicht Rennen gegen computergenerierte und Online-Gegner, Zeitrennen und Stunt-Events wie Big Air Wettbewerbe, Freestyle Rides und Death Races. Das Open-World-Spiel kann im Freeride auf dem Snowboard, zu Fuß, mit dem Skilift oder einem Hubschrauber erkundet werden. Neue Abfahrten, Spielabschnitte und Herausforderungen werden über das Sammeln von 4 × 12 Münzen freigeschaltet. Der Spielercharakter bzw. Avatar kann modifiziert und das Snowboard, die Bindung und die Kleidung getauscht werden. Im Mehrspielermodus können sich bis zu 16 Spieler über das Internet oder ein Local Area Network auf einem Berg treffen, chatten und fahren. Wettbewerbe können jedoch nur von acht Spielern gleichzeitig absolvieren werden.
Shaun White Snowboarding wurde ursprünglich für die Spielekonsole Wii mit Unterstützung des Wii Balance Boards entwickelt.

## Darstellung
Die Darstellung erfolgt durch die Grafik-Engine Scimitar, die erstmals im Spiel Assassin’s Creed Verwendung fand. Die Spielfigur wird in der Spiel-Engine mittels Motion Capture animiert, ein Ragdoll-System für Stürze wurde nicht umgesetzt. Die Konsolen-Portierung benötigt auf dem Betriebssystem Windows die Programmierschnittstelle DirectX9.0c und bietet drei Grafikmodi mit einer Bildauflösung von 800×600 (SVGA), 1024×768 (XGA) und 1280×720 (HD 720).

## Soundtrack
Der Soundtrack umfasst 40 lizenzierte Pop- und Rocksongs der letzten 30 Jahre von Bands wie Run-D.M.C., Incubus, Faithless und dem Rockmusiker Bob Dylan.

## Rezeption
„Die Missionsvielfalt kann sich wahrlich nicht mit Ruhm bekleckern und das als Idee gut gemeinte Radar ist ein mehr verwirrender als helfender Graus. Was anfangs wie ein schneestöberndes Gegenstück zu EAs skate und eine willkommene Ablösung für das mittlerweile drei Jahre alte Amped 3 wirkte, ist auf lange Sicht nicht mehr, aber wahrlich auch nicht weniger als passable Snowboard-Unterhaltung in einem größtenteils eindrucksvollen Ambiente.“

„Die Steuerung, die unvorteilhafte Mischung aus Simulation und Arcadetitel sowie die mäßige Langzeitmotivation werfen Shaun White jedoch gewaltige Knüppel vor das Board.“

„Shaun White Snowboarding ist anders als bisherige Spiele in diesem Sektor. Hier stehen das Gefühl und der Realismus an erster Stelle. Das wird mit Sicherheit nicht jedem zusagen, denn abgefahrene Tricks, Monstersprünge und andere absurde Sachen sind schlichtweg nicht vorhanden.“

„Shaun White Snowboarding bietet eigentlich alles, was ein gutes Spiel um den Pistensport braucht. Leider versagt es bei der Steuerung.“